# Badicul Moldovenesc
Badicul Moldovenesc è un comune della Moldavia situato nel distretto di Cahul di 1.355 abitanti al censimento del 2004.